# Adalbert Dufek
Adalbert Dufek (* 1. November 1902 in Wien; † 16. August 1960) war ein österreichischer Chemiker, Branddirektor und Kommandant der Feuerwehr der Stadt Wien.

## Leben
Adalbert Dufek studierte an der Technischen Hochschule Wien Chemie, schloss mit dem Titel Diplom-Ingenieur ab und trat am 10. Mai 1928 bei der Wiener Berufsfeuerwehr ein, wo er lange als Bereitschaftsoffizier tätig war. Am 1. Juli 1957 wurde er als Nachfolger von Franz Priessnitz zum Branddirektor und Kommandanten der Berufsfeuerwehr Wien ernannt. Nach seinem Ableben folgte ihm Franz Hawelka in dieser Funktion.
Im Österreichischen Bundesfeuerwehrverband war er Obmann des Fachausschusses für Berufsfeuerwehren, Präsidialmitglied und als Mitglied des Fachausschusses für Feuerwehrtechnik tätig. Dufek war auch Mitarbeiter des Fachnormenausschusses für Brandschutzwesen und Prüfer bei der staatlich autorisierten Prüfstelle für Feuerwehrgeräte in Tulln an der Donau.

## Publikationen
- Feuerwehr-Gerätelehre. Teil 1: Löschgeräte. Bohmann Verlag, Wien 1949, OBV.
- Leitern und Rettungsräte. In: Feuerwehr-Gerätelehre. Teil 2. Bohmann Verlag, Wien 1952, OBV, S. 105–197.